# دنیلسون کوستودیو ماشادو
دنیلسون کوستودیو ماشادو (پرتغالی: Denílson Custódio Machado؛ ۲۸ مارس ۱۹۴۳ – ۱ اکتبر ۲۰۲۴) مشهور به دنیلسون، بازیکن بازنشستهٔ فوتبال اهل برزیل در پست هافبک میانی بود.
از باشگاه‌هایی که وی در آنها بازی کرده می‌توان به فلومیننزه اشاره کرد. دنیلسون در تیم ملی فوتبال برزیل ۹ بازی انجام داده و یک گل به ثمر رسانده است.